# Los Jaivas
Los Jaivas es una emblemática banda chilena de rock,conocida por su innovadora fusión de rock psicodélico y progresivo con instrumentos y ritmos folclóricos latinoamericanos, especialmente andinos. Formado en Viña del Mar, Región de Valparaíso, Chile, en 1963, el grupo ha mantenido su actividad ininterrumpida desde entonces. A menudo se les considera como la banda más importante e influyente de Chile y una de las más prestigiosas de Sudamérica.
A lo largo de su trayectoria, Los Jaivas han recibido numerosos reconocimientos, incluidos el Premio Figura Tradicional Chilena, el Premio Nacional de Cultura, el Premio Nacional de Música (2004), el Premio al Mérito Artístico y Cultural Pablo Neruda otorgado por el Ministerio de Cultura, y el Premio Presidente de la República (2003) en la categoría Música Popular. En su última participación en el Festival de Viña del Mar en 2023, conmemorando los 60 años de su formación, recibieron las gaviotas de plata, oro y platino, además de las llaves de la ciudad de Viña del Mar, en reconocimiento tanto a su talento artístico como a su trayectoria.
En más de medio siglo de actividad musical, Los Jaivas se han distinguido por explorar y fusionar diversos estilos, desde sus inicios con música tropical, pasando por el rock progresivo, la improvisación avant-garde y el jazz, hasta la música andina y la fusión latinoamericana.
Además de componer, arreglar e interpretar un extenso repertorio propio, el grupo ha musicalizado obras de destacados poetas y compositores chilenos, como el Premio Nobel Pablo Neruda, y ha realizado arreglos e interpretado piezas de figuras icónicas como Violeta Parra y Osvaldo Rodríguez.

## Historia

### Orígenes (1963-1971)

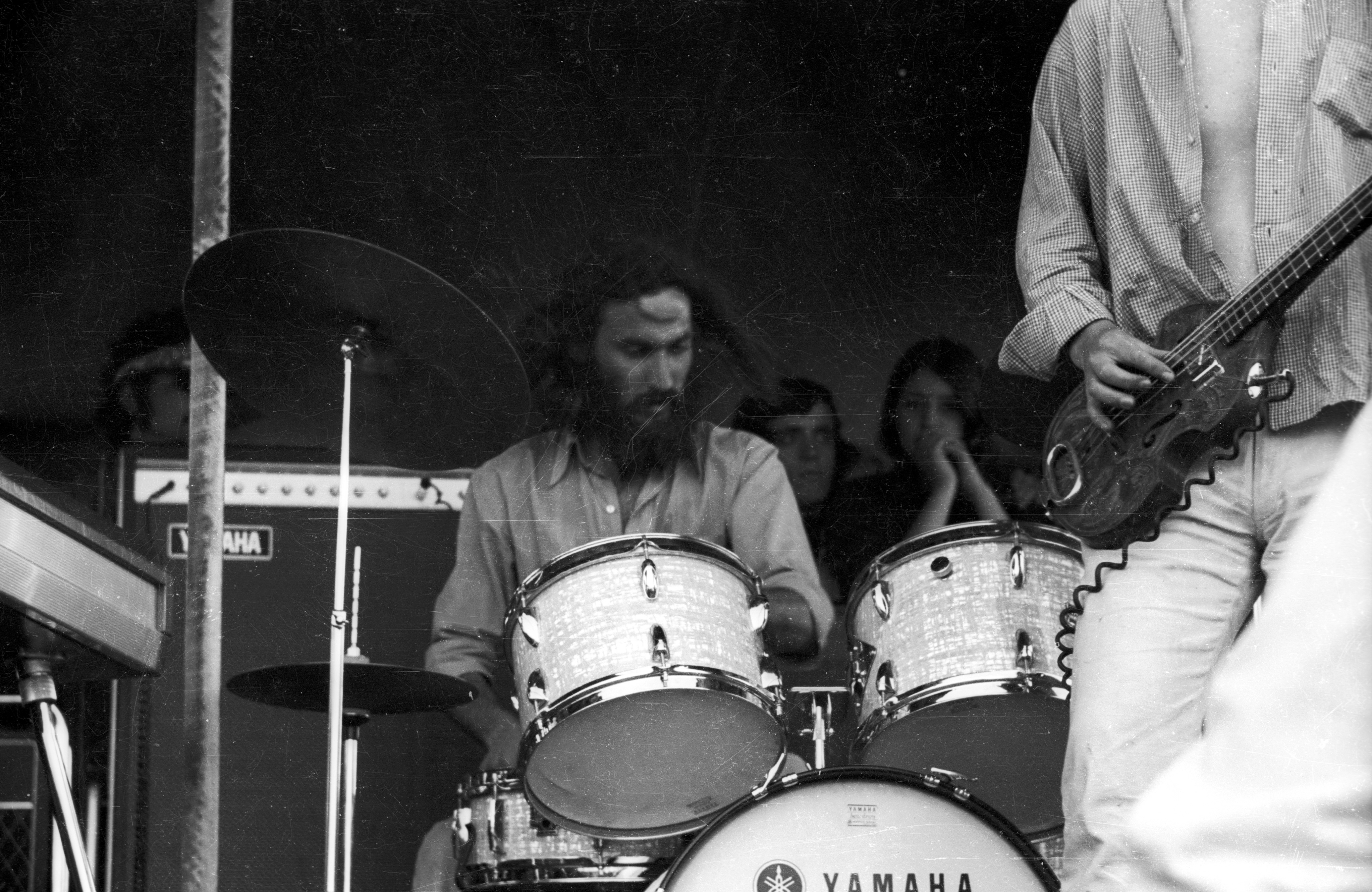
Gabriel Parra en la presentación de Los Jaivas en el Festival de Piedra Roja, octubre de 1970.

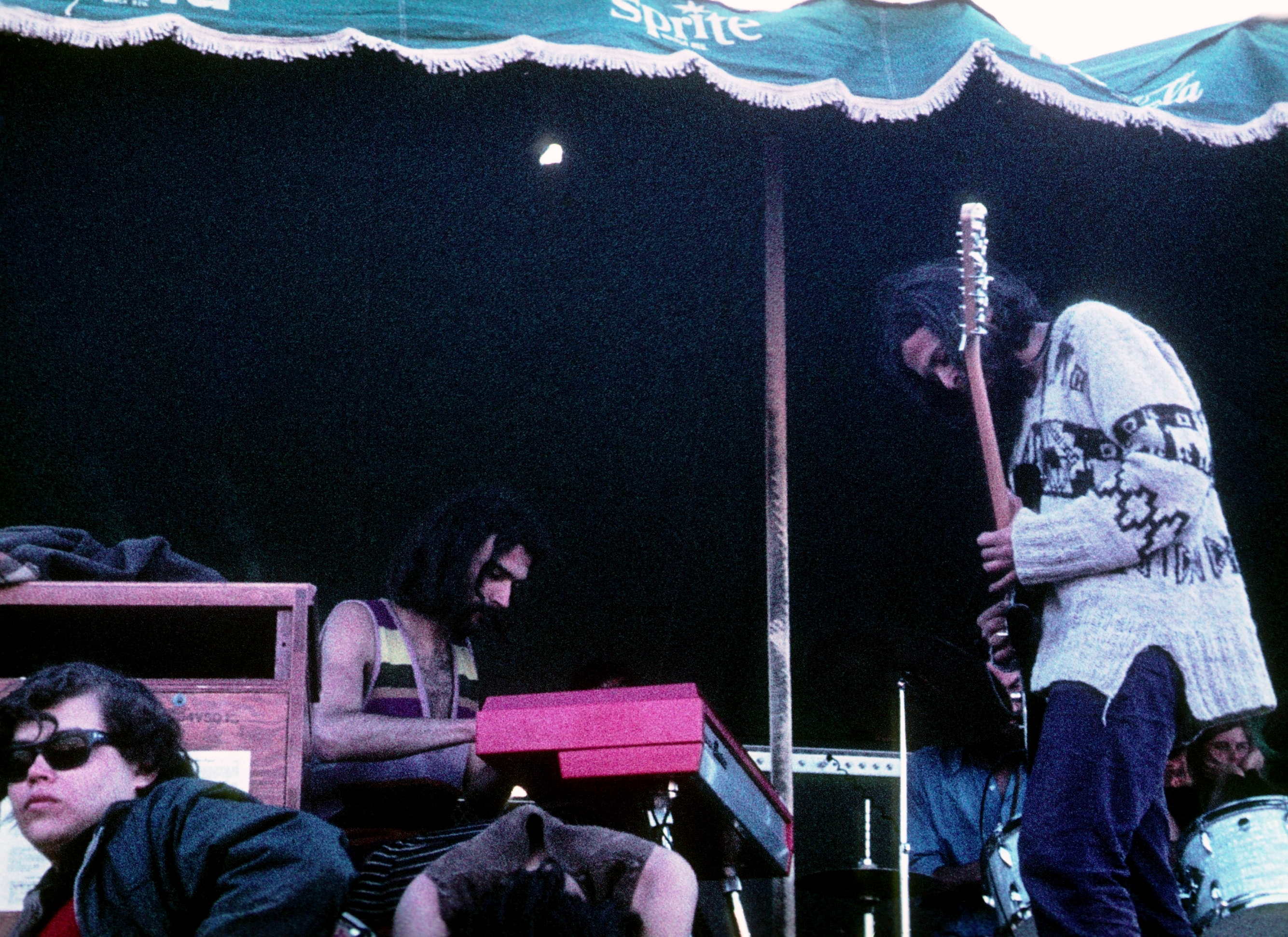
Los Jaivas durante su actuación en el Festival de Piedra Roja.

Los Jaivas tienen sus raíces en la ciudad de Viña del Mar, donde los hermanos Eduardo, Claudio y Gabriel Parra formaron un núcleo familiar creativo. Junto a sus amigos y compañeros del Liceo Guillermo Rivera Cotapos, Eduardo "Gato" Alquinta y Mario Mutis, comenzaron a explorar la música como un medio para expresar su creatividad e inquietud. El liceo, ubicado en la calle Montaña, cerca de la Quinta Vergara, fue el escenario inicial de estas interacciones musicales. 
El grupo debutó oficialmente el 15 de agosto de 1963 bajo el nombre The High & Bass, un juego de palabras que hacía referencia a las diferencias de estatura entre los hermanos Parra con Gato Alquinta y Mario Mutis. La primera presentación tuvo lugar en el Teatro Municipal de Viña del Mar, donde interpretaron canciones como "Sueña", de Luis Dimas. Sin embargo, el evento fue un fracaso, siendo severamente rechazado por el público.
A pesar del tropiezo inicial, la banda continuó su trayectoria durante los siguientes seis años, consolidándose con una formación estable: Eduardo en teclados, Claudio en acordeón y piano, Gabriel en batería, Gato en guitarra y Mario en bajo. Durante este periodo, interpretaron música tropical, cha-cha-chá, bossa nova y boleros en reuniones sociales y eventos locales, logrando buena aceptación.
De esta época datan versiones de temas como «Alí Babá y los 40 Ladrones», «Bésame mucho» y la cumbia «La Pereza», algunos de los cuales siguen apareciendo en los conciertos actuales de Los Jaivas. Aunque existen grabaciones del grupo tocando este repertorio en radios de la región, éstas se encuentran perdidas, y corresponden al último eslabón de la historia de Los Jaivas que aún no puede encontrarse.[cita requerida]
Hacia fines de la década de 1960, influenciados por el movimiento de reforma universitaria y los ideales americanistas, el grupo decidió replantear su enfoque musical. Abandonaron su papel de intérpretes para explorar la creación propia, incorporando la improvisación y la experimentación artística como ejes centrales de su propuesta. Después de pasar por una denominación intermedia (Pan Negro) y grabar con este nombre los temas que aparecen en el primer disco de La Vorágine, a un amigo de la banda se le ocurre castellanizar el nombre del grupo, que, pronunciado tal como suena en español "jai-vas" entrega el nombre con que la banda sería conocida en el futuro.[cita requerida]
Entre 1970 y 1971, ya bajo el nombre castellanizado "Los Jaivas", sus conciertos adoptaron un enfoque de improvisación total, sin estructuras predefinidas, donde cada instrumento contribuía a generar atmósferas únicas. Este proceso creativo los llevó a redescubrir las raíces musicales latinoamericanas e integrar sonidos de instrumentos ancestrales, logrando una fusión estilística original que caracterizaría sus trabajos posteriores.
Varios conciertos de este periodo, como los realizados en el Festival de Música de Vanguardia de Viña del Mar (enero de 1970), la Sala de la Reforma de la Universidad de Chile (mayo de 1970) y el Parque del Instituto Cultural de Las Condes (mayo de 1970), fueron documentados en la colección de cinco discos titulada La Vorágine. Esta recopilación recoge lo que se conoce como la "Prehistoria" de Los Jaivas.
En esta etapa, el grupo también participó en el legendario Festival de Piedra Roja y grabó su primer disco oficial, homónimo pero popularmente conocido como El Volantín debido a su icónica portada. Publicado en 1971, el álbum incluye improvisaciones propias del estilo vanguardista que el grupo exploraba, junto con los primeros indicios de composición estructurada, presentes en canciones como "Foto de Primera Comunión" y "Que o la Tumba Serás".

### Todos juntos(1972-1973)

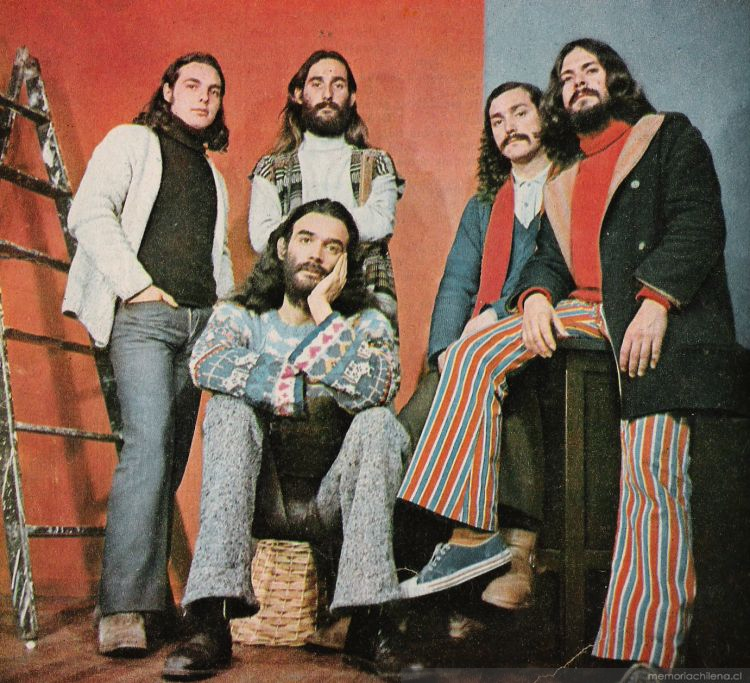
Los Jaivas en 1972: Mario, Gabriel, Eduardo (sentado), Claudio y Gato

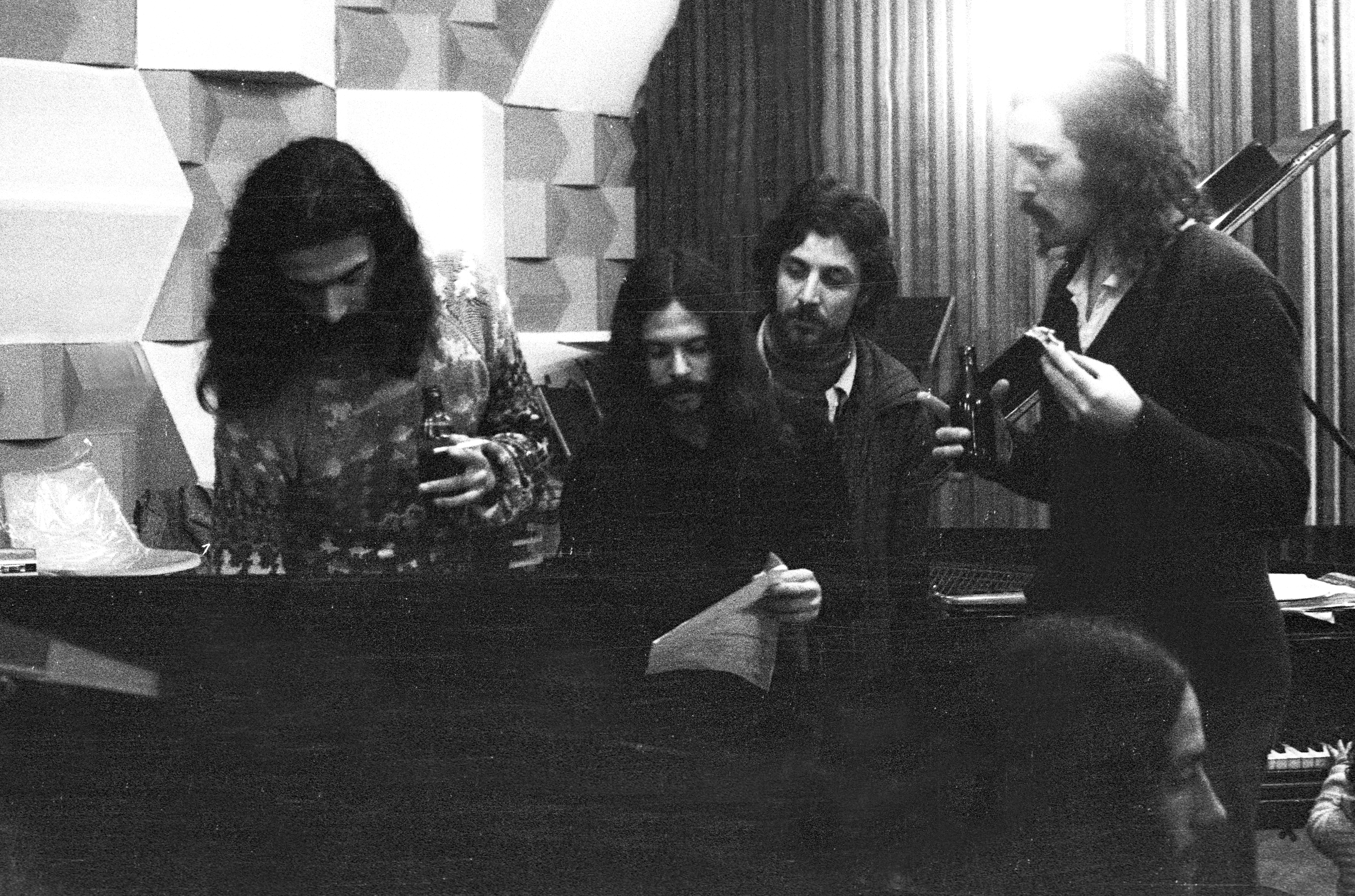
Eduardo, Gato, Sergio Trabucco, y Claudio durante la grabación de la banda sonora de la película Palomita blanca, de Raúl Ruiz (1973).

En abril de 1972 el grupo edita el sencillo «Todos juntos», que los catapulta a la fama en todo Chile. El grupo no participa de los agitados discursos políticos de la época. El tema, originalmente pensado como lado B, gana alta rotación radial y repercusión en el mercado musical debido a la fusión que logra entre la letra de llamado a la unidad y paz entre los seres humanos y el uso combinado de ritmos latinoamericanos con instrumentos de rock tradicional. La fama de la banda se acrecienta en septiembre de 1972, con el lanzamiento de «Mira niñita/Cuero y piel», el segundo sencillo del grupo, cuya cara A también se convierte en un clásico de la música popular chilena. 
Con la edición de su segundo álbum homónimo a principios de 1973 (conocido, por su portada, como La Ventana y reeditado con el título de Todos Juntos en varios países latinoamericanos), que incorpora los dos lados A de los sencillos de 1972, además de una cara llena de temas totalmente improvisados, el éxito del grupo es aún mayor, en una época caracterizada por el idealismo de la ideología hippie. Los Jaivas son vistos en Chile como un símbolo de los tiempos, y su prestigio y popularidad aumentan gracias a su participación en numerosos conciertos, incluyendo el recital Los caminos que se abren en febrero de 1973 y otro en agosto del mismo año, en Viña del Mar, en el cual presentan sus primeros acercamientos con la música sinfónica.
En 1973, el director de cine Raúl Ruiz los invita a crear la banda sonora de otra película suya, Palomita blanca, que no vería la luz hasta diecinueve años después.

### En Argentina (1973-1977)

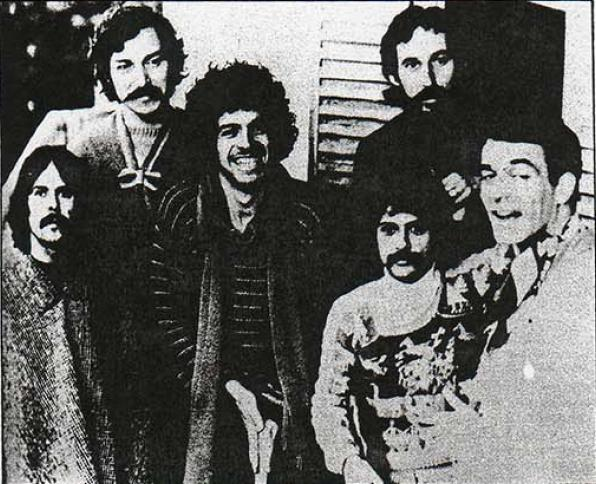
Los Jaivas en 1976

El Golpe de Estado liderado por el dictador Augusto Pinochet el 11 de septiembre de 1973 hace que el grupo decida trasladarse a vivir en comunidad en la ciudad de Zárate, en Argentina. Ya consolidados en este país, y en alianza con el músico brasileño Manduka, en 1974 grabaron una serie de canciones en los estudios Odeón (Buenos Aires), que en 1979 serían editadas bajo el sello Movieplay en España, dentro del álbum Los sueños de América, disco que contiene composiciones formales e improvisaciones que surgen espontáneamente entre los músicos.
En septiembre de 1974, Mario Mutis debe emprender el retorno a Chile, por motivos personales. Se ausenta, en primera instancia, hasta noviembre del mismo año, tiempo en el cual es reemplazado brevemente por Freddy Anrique, músico que ya había ayudado a la banda en las grabaciones de Palomita Blanca, en el año anterior. Mario vuelve a la banda a fines de noviembre de ese año; sin embargo, en mayo de 1975, y luego de un breve retorno de Los Jaivas a Chile, Mario Mutis se queda en el país, y es reemplazado en el bajo por Julio Anderson, quien debuta a fines de este mes. Con este bajista, el grupo graba otro álbum homónimo, conocido como Los Jaivas (álbum) el indio, y editado en diciembre. El álbum, que se convierte en un éxito en Argentina, contiene entre otros el tema "Pregón Para Iluminarse", la cueca lenta "La Conquistada" y la extensa elaboración musical "Tarka y Ocarina" que se convierte en un punto clave en los conciertos del grupo. Es este disco el que termina de definir la identidad musical de Los Jaivas, en términos de la fusión de sonidos tradicionales latinoamericanos, aquellos provenientes del rock progresivo, como la guitarra eléctrica, el órgano y la batería, e incluso elementos de música clásica, proporcionados por el sonido característico del piano ejecutado por Claudio Parra.
El alejamiento de Anderson en noviembre de 1975, propicia el ingreso a la banda de Pájaro Canzani en bajo, guitarras y coros y Alberto Ledo en charango, otros instrumentos de cuerda, percusión y coros. Con esta formación, que permite enriquecer el sonido del grupo en voces y arreglos, editan el sencillo "Mambo de Machaguay" (primera versión)/"En tus Horas", en 1976, y el álbum Canción del sur, en 1977. El disco incorpora por primera vez el minimoog ejecutado por Eduardo Parra, en el tema homónimo del disco.
Realizan giras por todo el país, desde el interior hasta la Patagonia. Las giras abarcan la costa oriental del continente, Uruguay, Paraguay y Brasil. Sus apariciones en televisión se hacen habituales, y realizan varios conciertos sinfónicos, experiencia inédita en la Argentina, junto a la Orquesta Sinfónica Municipal de Mar del Plata y la Orquesta Sinfónica de Buenos Aires. Una de estas presentaciones es la despedida del grupo de América, que ya miraba a Europa como su etapa siguiente, especialmente considerando la difícil situación política en Argentina, que propició, incluso, la detención temporal de Eduardo Parra.

### Comunidad en Europa (1977-1981)

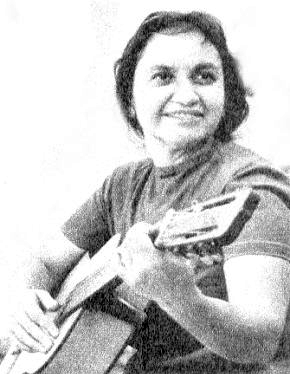
Violeta Parra fue una gran inspiración para la banda, lo que puede apreciarse en su álbum tributo Obras de Violeta Parra de 1984.

Un barco traslada a fines de 1977 a Los Jaivas a Europa, quienes se instalan en una casona de París que databa del siglo XVIII, a continuar su vida en comunidad. 
Apenas llegados, comienzan una serie de recitales en Teatros como Le Palace, Athénee y Cité Universitaire, en París. En Países Bajos se presentan en varios clubes y parques al aire libre como el Vondel Park, en un gran festival de música popular. 
A mediados de 1978, un año después de su llegada a Europa, se presentan en el famoso Teatro Olympia de París, como consecuencia de su trabajo hasta esa fecha, realizando viajes por Bélgica, Alemania, España e Italia. Este año, además, ve la edición del único sencillo del grupo encargado por un productor externo: "Bebida Mágica"/"Sueño del Inca".
En 1979, realizan su primera gira a Inglaterra. Realizan una temporada en el Shaftesbury Theatre, en pleno Piccadilly Circus. Londres los recibe con un entusiasmo inusitado y una excelente crítica. La prensa especializada cataloga a Gabriel Parra como uno de los tres mejores bateristas del mundo. Este mismo año, Mario Mutis se reintegra a la banda y Pájaro Canzani la abandona para seguir una carrera solista.
1980 encuentra a Los Jaivas en una gira por España por las provincias de Palma de Mallorca, Andalucía, Madrid y dos conciertos en el Teatro Romea de Barcelona, además de una actuación en Salamanca en pleno desierto. Poco tiempo después, Alberto Ledo deja la banda.
En noviembre de este mismo año, con su formación original, y como producto de una invitación de la Radio Francia, el grupo concibe y prepara su propia interpretación y arreglos de temas de la cantautora chilena Violeta Parra, que serán editados en disco en 1984, bajo el nombre de Obras de Violeta Parra, una de sus obras más alabadas.

### El mundo (1981-1988)

Los Jaivas grabando su disco "Alturas de Machu Picchu" con letra de Pablo Neruda y Presentado por Mario Vargas Llosa

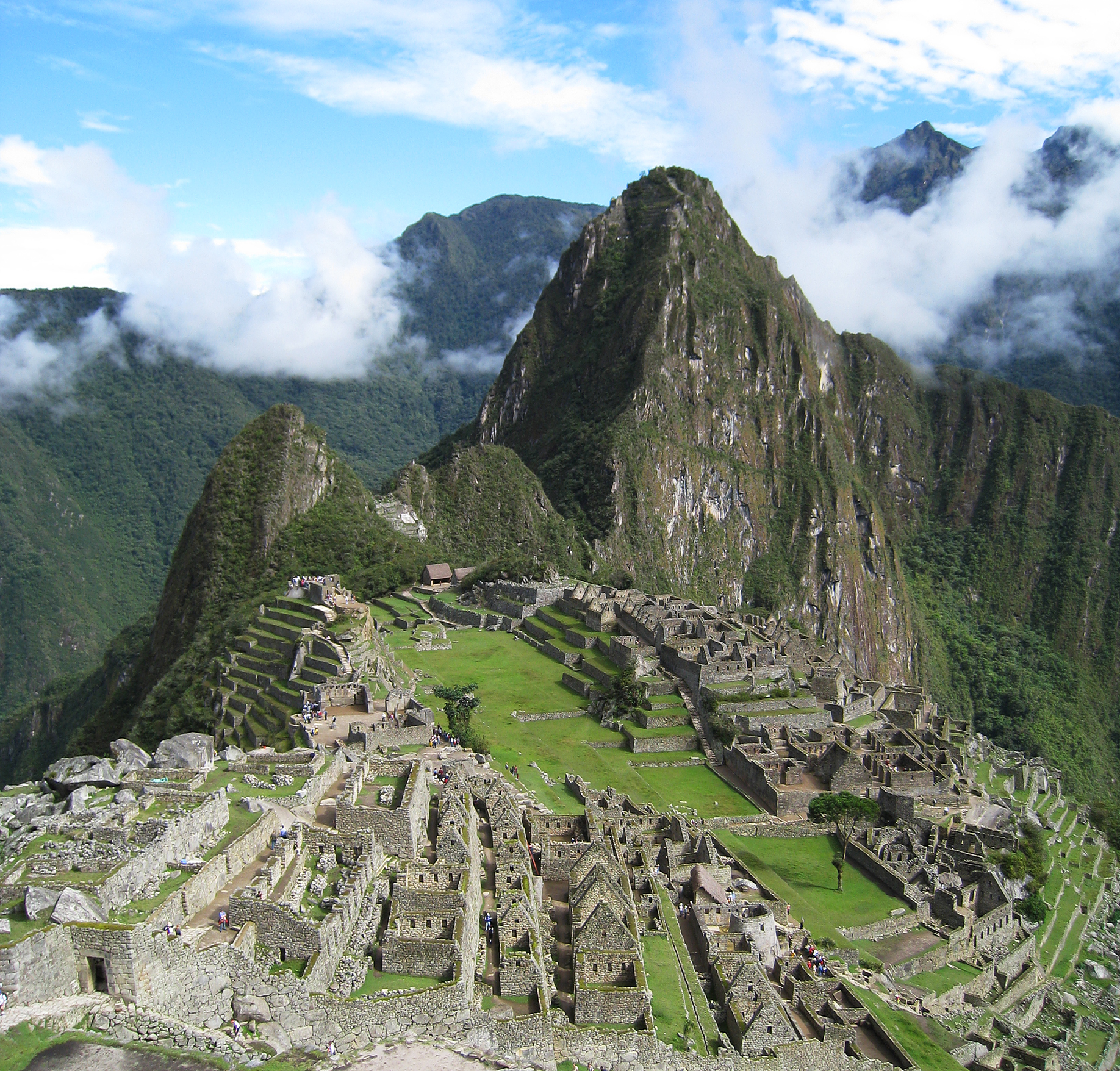
Machu Picchu, ubicada al sur del Perú, da nombre al poema de Pablo Neruda perteneciente a su Canto General, sobre el cual se basa el álbum Alturas de Machu Picchu. En este lugar además Los Jaivas grabaron una película musical.

La idea de musicalizar e interpretar poemas del Canto General de Pablo Neruda, surgida en 1981, inspira a Los Jaivas a registrar su álbum más famoso y trascendente, Alturas de Machu Picchu, y les posibilita volver a Latinoamérica para grabar las escenas correspondientes al especial de televisión que acompañaría al disco, el cual es conducido por el escritor peruano y Premio Nobel de Literatura Mario Vargas Llosa. El álbum cuenta con canciones tan importantes como "Amor Americano", "La Poderosa Muerte" y "Sube a Nacer Conmigo Hermano", que, a través de sus complejas estructuras musicales, logran interpretar plenamente la poesía torrencial de Neruda. Alturas sigue siendo uno de los discos chilenos más vendidos en toda la historia, y el documental, filmado en una colaboración conjunta de Canal 13 de Chile y Canal 7 de Perú, logra una fusión de los poemas, el paisaje, el misterioso espíritu y la leyenda de una civilización desaparecida, con los naturales efectos de iluminación, de forma tal que las imágenes logradas ayudan a entregar una obra total de gran magnitud cultural, como pocas se han realizado en Latinoamérica.
La gira de 1981 los lleva por Argentina, Chile, Perú y Uruguay, y en 1982 retornan a Europa para presentar Alturas en Alemania, España, Países Bajos y Francia, y para registrar un nuevo álbum, Aconcagua, que se editaría en Chile en el año siguiente. La versión chilena del disco contiene una nueva versión del "Mambo de Machaguay", que se convierte en un éxito radial de manera inmediata; las ediciones de los demás países incorporan una regrabación del ya clásico "Todos juntos". 
El grupo vuelve a Chile en octubre de 1982, y se despide del país en febrero de 1983 con un gran concierto en la Quinta Vergara de Viña del Mar, ante más de veinte mil personas. Tocan luego por tres días en el estadio Obras Sanitarias de Argentina, conciertos que quedan registrados en el disco Los Jaivas en Argentina, que es editado ese mismo año. Posteriormente, siguen con una extensa gira que los lleva por Perú, Ecuador, Colombia, Venezuela, México, Brasil, Países Bajos, y luego a las entonces repúblicas de la Unión Soviética: Rusia, Lituania, Kazajistán y Kirguistán. De estas actuaciones se registra el álbum en vivo Los Jaivas en Moscú, que es editado en todos los territorios soviéticos.
Tras esto Los Jaivas retornan a Chile en un viaje relámpago para grabar un especial de televisión en la Antártica Chilena (Transmisión del programa Amigos siempre amigos de la TVN) , para luego embarcarse en una nueva gira, que los lleva por Francia, Suiza, Bélgica, Países Bajos, Alemania y Finlandia. Esta gira se vio interrumpida por la invitación desde Buenos Aires a representar a Chile en el Encuentro de Fraternidad Chileno-Argentino ante más de 80.000 personas, entre chilenos y argentinos, por el acuerdo final de los dos países sobre el tema limítrofe, que estuvo a punto de desencadenar una guerra fratricida.
En julio y agosto de 1984 vuelven a París para registrar las Obras de Violeta Parra, que finalmente sale a la venta como un álbum doble con la participación de Isabel Parra y Patricio Castillo.
En el año siguiente, Mario Mutis vuelve a dejar la banda y a ser reemplazado por Pájaro Canzani. Con esta formación, realizan su primera gira por Estados Unidos y Canadá, presentándose en el famoso y exclusivo Carnegie Hall de Nueva York (junto a la mítica banda RataJuana); además de Washington y Springfield. En 1985 el grupo decide terminar con su estadía en París.
1986 y 1987 transcurren rápidamente con una actividad ininterrumpida. Las giras se suceden unas a otras.  Además de su circuito ya habitual de Francia, Alemania, Países Bajos, España e Italia, continúan por Suiza, Suecia, Austria y los países nórdicos. Realizan un concierto en la Piazza San Marco, durante el famoso Carnaval de Venecia.

### Si tú no estásy muerte de Gabriel Parra (1988-1995)
En 1988 Los Jaivas, con el refuerzo del charanguista y bajista Fernando Flores, vuelven a Latinoamérica en una nueva gira. El concierto de despedida de Chile, en el estadio Santa Laura, sería también la despedida de Gabriel Parra, su baterista, quien muere en un accidente automovilístico en un camino al sur de Lima.
La despedida se realiza en Viña del Mar, ciudad natal de casi todo el grupo. Más de 100 000 personas asisten a sus funerales, incluyendo una banda de honor formada por los bateristas de muchos grupos chilenos. Se reciben condolencias de todas partes del mundo, y a las pocas semanas, se edita el disco Los Jaivas en Vivo: Gira 1988, que constituye un homenaje al baterista desde su carátula.
En agosto de ese mismo año, el resto del grupo decide seguir adelante, y se reúne en París para terminar, con la ayuda de los bajistas Pájaro Canzani y Mario Mutis y el baterista Marcelo Muñoz, sobrino de Gato Alquinta, el álbum comenzado un año antes junto a Gabriel, que es editado bajo el título de Si tú no estás. La placa, editada en 1989, resulta ser la más íntima del grupo, y en ella exploran sonidos provenientes de instrumentos electrónicos y programables. El disco es presentado con un gran espectáculo en el estadio Santa Laura denominado Los caminos que se abren II, en el que se presentan con Marcelo Muñoz en batería, Pájaro Canzani en bajo, y Luis Núñez en charango, como músico invitado.
En la gira que se realiza en Latinoamérica durante el verano de 1991, una joven Juanita Parra, hija de Gabriel, participó en el grupo tocando el tema «Corre que te pillo». A pesar de su juventud denota condiciones excepcionales en la batería, que entusiasman al público, que ve en ella una continuación natural del rol de su padre. A su retorno a Europa, ella se incorpora oficialmente al grupo como baterista, pero debió pasar por una etapa de preparación y estudio que duraría cinco años.
Se realizan algunas giras europeas por Toulouse, París, Berlín, Múnich, Bruselas, Amberes y Oslo, que permiten el rodaje con la flamante nueva baterista. En 1992, además, el grupo edita la banda sonora de la postergada película Palomita blanca, que habían grabado durante 1973.
Esta etapa entre 1990 y 1995 es el germen del disco Hijos de la Tierra, que significa el reencuentro de Los Jaivas con sus raíces y con su público, la consagración de Juanita como heredera de la batería en el grupo y los primeros lugares de popularidad durante varias semanas.

### El reencuentro (1995-1999)

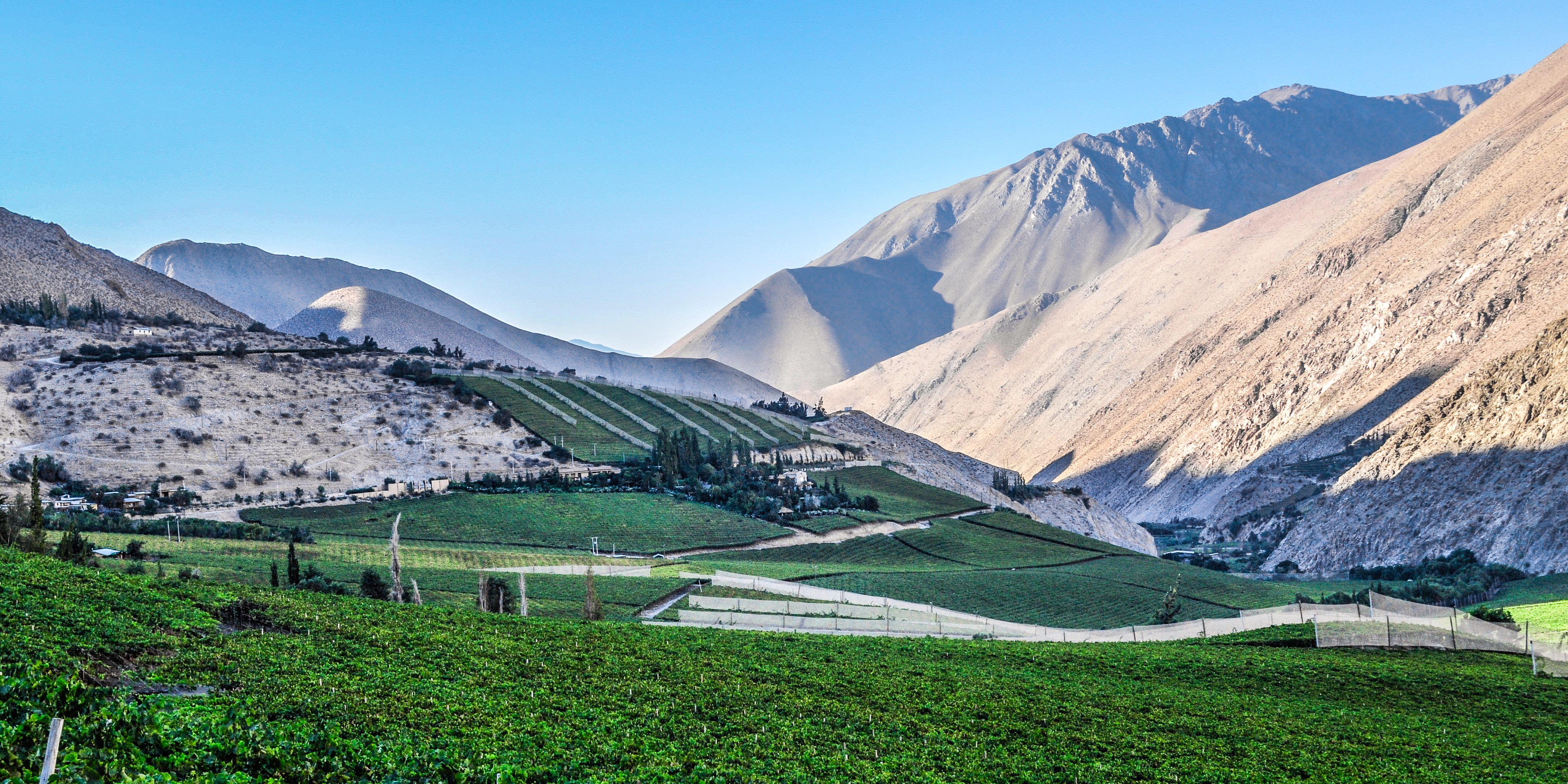
Las letras del álbum de 1999 Mamalluca, escritas por Eduardo Parra, reciben una fuerte inspiración del Valle de Elqui, en la imagen.

El grupo vuelve a establecerse en Chile y vuelve a grabar su clásico tema «Todos juntos», con la ayuda de varios músicos nacionales. Esta versión, que es utilizada como himno oficial de la VI Cumbre Iberoamericana de Presidentes en 1996, genera la grabación del disco Trilogía: El rencuentro, que contiene nuevas versiones de canciones anteriores de la banda, grabadas con la colaboración de varios artistas chilenos y latinoamericanos, entre ellos León Gieco,  Pájaro Canzani, Los Tres, Eduardo Gatti, Illapu, Javiera Parra y Congreso. Este disco, además, significa el retorno definitivo de Mario Mutis a la banda, en el bajo.
Una amplia actividad vendrá en los años siguientes, durante el reencuentro con Chile. Participan en el disco colectivo Tributo a Víctor Jara (1998) y además graban, por encargo, temas como «Todos americanos», himno de la II Cumbre de Las Américas, y «Por los niños del mundo», encargada por Unicef con motivo de la firma de la Convención de los Derechos del Niño. Además, realizan, junto a Illapu y Los Tres, el masivo recital Hecho en Chile, que reúne a más de 60 000 personas en el estadio Nacional.
Su siguiente trabajo, Mamalluca (1999), recoge la interacción del grupo con una orquesta sinfónica completa, a través de la musicalización de un conjunto de poemas que el teclista del grupo, Eduardo Parra, compuso inspirado por el Valle de Elqui, durante una de las giras que la banda realizó por los pueblos del interior de Chile.

### Parada discográfica y fallecimiento deGato(1999-2013)
Entre 2000 y 2002, la banda edita la recopilación de cuecas En el Bar-Restaurant 'Lo Que Nunca Se Supo' y el disco Arrebol, que reúne nuevas composiciones con todas las canciones grabadas en su etapa de reencuentro con Chile; marca, además, la entrada a la banda de Carlos Cabezas en charango, instrumentos de vientos y percusión y coros; Arrebol también sería el último álbum de canciones originales lanzado hasta el momento por Los Jaivas.
En esa fecha se publicó también el disco doble recopilatorio Obras Cumbres, éxito de ventas en todo el país. En 2002 aparecen en el Festival de la Canción de Viña del Mar, presentándose el domingo 24 de febrero. El 7 de diciembre de 2002 realizan un concierto junto con el cantante argentino Fito Páez. Ambos eventos fueron emitidos por las pantallas de Canal 13.
En enero de 2003, la tragedia les toca de cerca nuevamente. Eduardo "Gato" Alquinta, su vocalista, fallece inesperadamente en una playa de Coquimbo, al norte de Chile. Su despedida es multitudinaria, más de 400 000 personas esperan hasta cinco horas para darle el adiós. 
Nuevamente, el grupo decide continuar a pesar de todo, incorporando a tres de los hijos de Gato, Ankatu (guitarra), Eloy (flauta, saxo e instrumentos de viento) y Aurora (voz), para reemplazarlo. Con esta formación, el grupo realiza una gira nacional con el título de Gato Presente. Aurora abandona el grupo y la voz queda a cargo de Mario y Carlos. Con esta formación, el grupo continúa su trabajo y sus giras por todo el país durante 2003, año en el cual reciben el premio Nacional de Música, Presidente de la República y la medalla Pablo Neruda.
Inesperadamente y solo un año después que su padre falleciera, Eloy sufre un ataque al corazón y fallece a los 32 años, al regreso de un viaje a Argentina, y es reemplazado por su compañero de grupo Francisco Bosco.
Durante 2004, la banda reedita su clásico disco Alturas de Machu Picchu, con motivo del centenario del nacimiento del poeta Pablo Neruda, acompañándolo de una edición de lujo en DVD del especial de televisión grabado en 1981, en la histórica Machu Picchu" (Perú) un trabajo en conjunto entre la Televisión nacional de Perú y de Chile, y una gira por todo el país presentando esta obra completa, que resulta un éxito en asistencia.
En 2005, se edita el disco recopilatorio Canción de amor, que reúne temas de corte romántico editados a lo largo de la discografía de la banda. 
Entre varias otras actividades, en 2006 el grupo realiza un histórico concierto en la Isla de Pascua, además de la orquesta de la Armada de Chile, y en el marco de las celebraciones por el mes del mar. El 20 de septiembre de 2006, Canal 13 emite el especial televisivo Los Jaivas en Rapa Nui: Ojos Que Miran el Universo, que recoge fragmentos del recital, además de entrevistas con el grupo y con habitantes de la Isla. El DVD que recoge el evento fue finalmente lanzado al mercado en noviembre de 2007 con el título de Los Jaivas en Rapa Nui.
El 27 de septiembre se lanza el disco Homenaje a Los Jaivas, por varios músicos chilenos (entre ellos, Álvaro Henríquez, Los Bunkers, Javiera y Los Imposibles, Difuntos Correa y Chancho en Piedra). Aunque no formaron parte del disco oficial, Fahrenheit rindió su propio homenaje a Los Jaivas en la segunda edición de su disco Nuevos tiempos, con una versión de «Todos juntos».
2007 comienza como un año con gran actividad en cuanto a presentaciones. Lo comienzan el 6 de enero, cuando se presentan en el Estadio Nacional de Chile en la cumbre del rock chileno, momento histórico en el cual se reunió a destacados artistas chilenos, entre los que se contaron Los Tres, Saiko, Difuntos Correa, Los Bunkers, Javiera y Los Imposibles, Chancho en Piedra, Jorge González, Fahrenheit y otros. Durante el mismo mes, volvieron a aparecer en el Festival del Huaso de Olmué, instancia en la que presentaron extractos de su espectáculo Los Jaivas en Rapa Nui, y en la que fueron escogidos como el artista más popular del certamen.

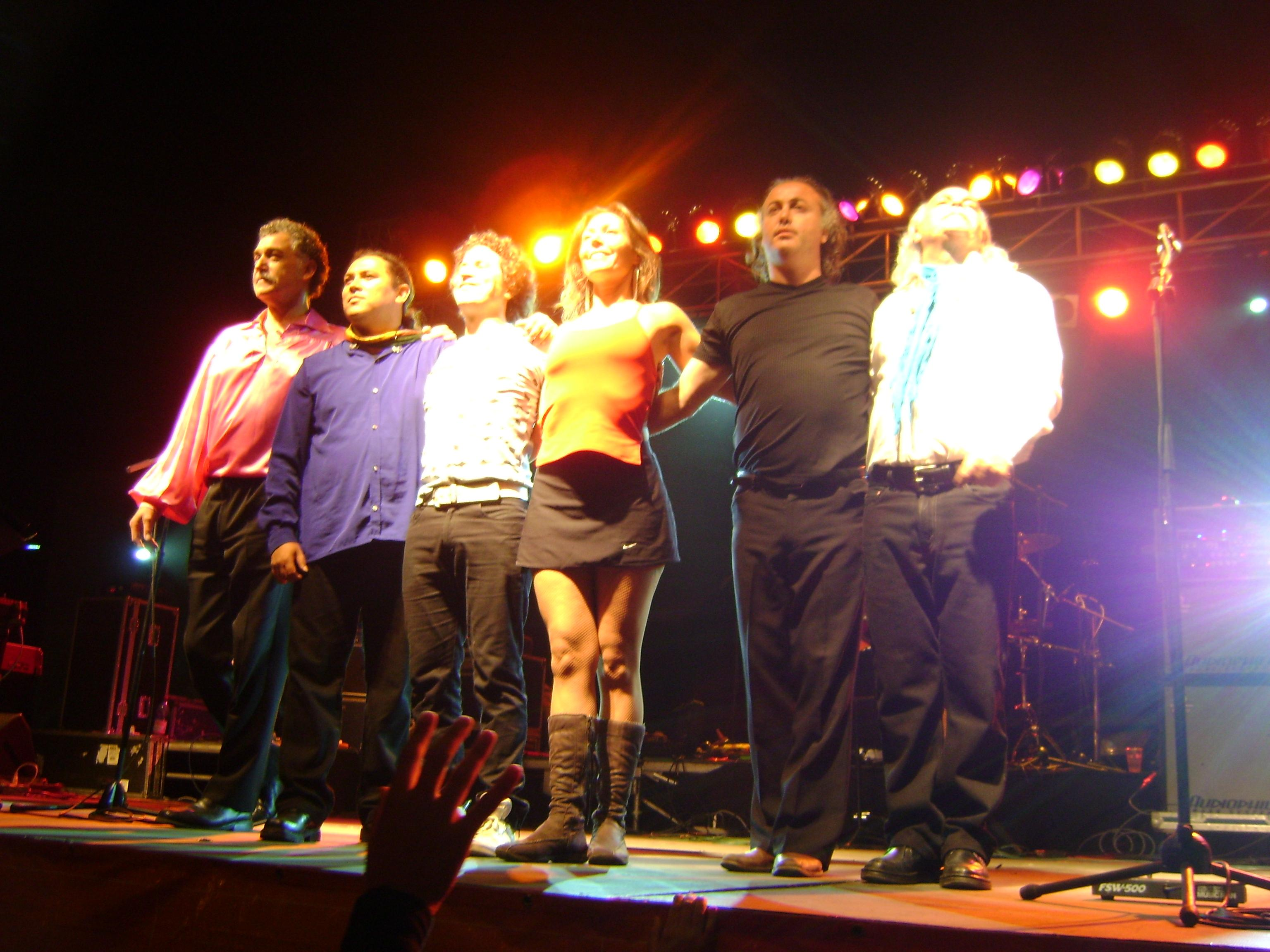
Los Jaivas durante su presentación en la Semana Pichilemina de 2009.

Continúan su participación en eventos masivos con músicos de las nuevas generaciones. Destaca el Santiago Rock en 2008, en que incluso efectúan versiones de temas en conjunto con el grupo Los Tres; una nueva aparición en el Festival del Huaso de Olmué, en 2009 y, sin dudas, la Cumbre del Rock Chileno II, en la que el tiempo se hizo escaso para su presentación, y que tuvo como final una versión del clásico "Todos Juntos" con una buena parte de los artistas que participó durante el evento, ante el multitudinario público de esa jornada en el Club Hípico de Santiago.
Durante 2009, Eduardo Parra, uno de los fundadores del grupo, anuncia su alejamiento de los escenarios, producto del agravamiento de la poliomielitis que sufre desde niño. La banda se encontraba realizando sus presentaciones sin su presencia desde 2007, con Francisco Bosco reemplazando sus partes instrumentales en saxofón y sintetizador. Al respecto, otro fundador, Mario Mutis, ha señalado que este nuevo cambio en la composición de la banda no afectará su continuidad: "Lo hemos asumido como corresponde, pensando que la música debe seguir. Adaptarse a los cambios ha sido la clave de nuestra vida como grupo", aunque en el marco del Fórum Universal de las Culturas de Valparaíso 2010, en donde el grupo realizó un concierto principalmente centrado en el álbum Alturas de Machu Picchu, Eduardo fue el relator de la obertura y además se unió a la banda para tomar su lugar en algunos de los temas. El grupo se ha presentado junto con Eduardo en el marco de las celebraciones por el Bicentenario de la República de Chile, y en la Teletón 2010, ambos eventos desarrollados en el Estadio Nacional.
La banda fue una de los artistas invitadas al Festival de Viña 2010, sin embargo no se concretó su actuación, ya que la jornada en la que debían presentarse (27 de febrero) fue suspendida a causa del terremoto ocurrido la madrugada de dicho día, por lo que la organización del Festival decidió en noviembre de 2010 invitar a Los Jaivas a la versión del año siguiente, coincidiendo con la celebración de los 40 años del lanzamiento de su primer trabajo discográfico. Se presentan la noche del 25 de febrero y el público asistente a la Quinta Vergara los premia con los máximos galardones del certamen viñamarino.
El 22 de marzo de 2011 Los Jaivas realizan una presentación en homenaje al presidente de los Estados Unidos de América Barack Obama en el patio de Los Cañones del Palacio de La Moneda.
En enero de 2013, Ankatu Alquinta es despedido de la banda, siendo reemplazado por el guitarrista Alan Reale. El último concierto de Ankatu fue en Santiago el 15 de diciembre de 2012.

### Celebración de los 50 años (2013-2014)

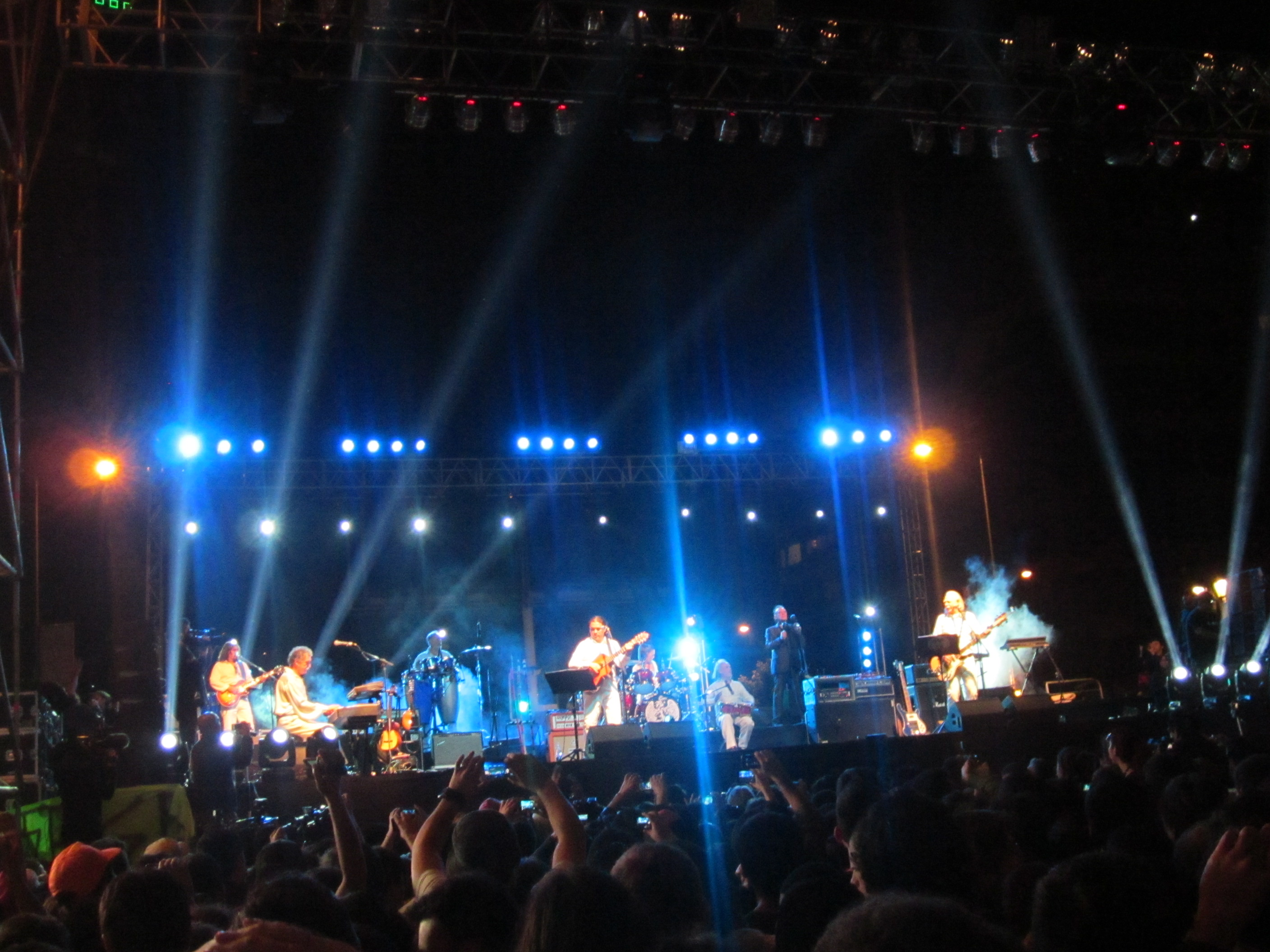
Presentación de los Jaivas en la celebración de los 50 años del grupo

El 15 de agosto de 2013, el grupo realizó un multitudinario recital gratuito para conmemorar sus 50 años en el Parque Forestal de Santiago, frente al Museo de Bellas Artes donde además estaban exhibiendo una exposición con fotos y gráficas de su historia.
El evento contó con la asistencia de más de 60.000 personas e importantes grupos musicales chilenos acompañaron la celebración. Tumulto, Sol Domínguez, Tita Parra, Chancho en Piedra, Los Tres, Florcita Motuda, Inti-Illimani Histórico, Joe Vasconcellos, Juana Fe, Congreso, Colombina Parra, Saiko, Nicole y Sergio Lagos fueron algunos de los artistas que participaron del homenaje donde las figuras de Eduardo «Gato» Alquinta y Gabriel Parra fueron permanentemente recordadas. Para la ocasión, además viajó desde París Eduardo Parra, integrante de la formación original, quien leyó algunos de sus poemas y participó interpretando algunos temas.
En enero de 2014 se cerró la celebración del cincuentenario de la banda en el XLV Festival del Huaso de Olmué. En la instancia, el certamen realizó una competencia para buscar la mejor interpretación de una canción de Los Jaivas en reemplazo de la competencia de temas inéditos. Además, la banda se presentó durante la última jornada del evento y recibieron un Guitarpín en honor a su trayectoria, galardón y símbolo del festival y que sólo se reservaba para los ganadores del certamen hasta ese entonces.

### Homenajes y celebración de 60 años (2021-2023)

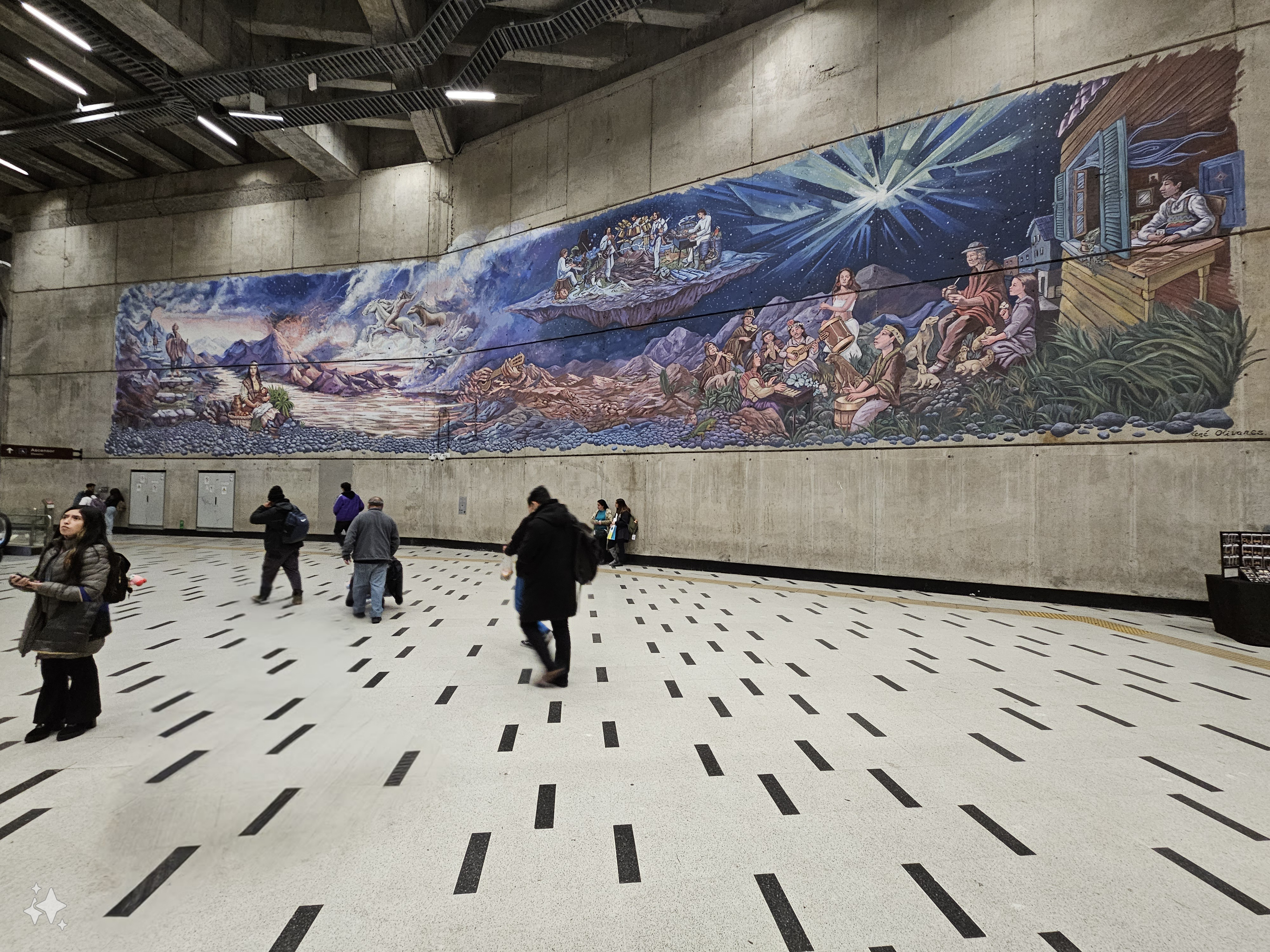
Mural histórico de Los Jaivas en estación Cal y Canto del Metro de Santiago

Durante los Premios Musa 2021, obtuvieron el premio a la trayectoria. Fue en el marco de este reconocimiento que se elaboró un mural en la entrada del parque de la Quinta Vergara en Viña del Mar, ciudad de la que son oriundos.
Se presentaron en el LXII Festival Internacional de la Canción de Viña del Mar para celebrar 60 años desde que se fundó. En la oportunidad, el público les otorgó las tradicionales Gaviotas de oro y plata, pero además, el municipio de Viña del Mar los hizo merecedores de las llaves de la ciudad. Y también se convirtieron en la primera banda en obtener la Gaviota de Platino, que hasta ese momento sólo había sido entregada en tres ocasiones.
En diciembre de 2023, los integrantes de la banda, junto a autoridades del Metro de Santiago, inauguraron en la estación Cal y Canto de la Línea 3 un mural histórico dedicado a su trayectoria, creado por el pintor chileno René Olivares.

## Legado

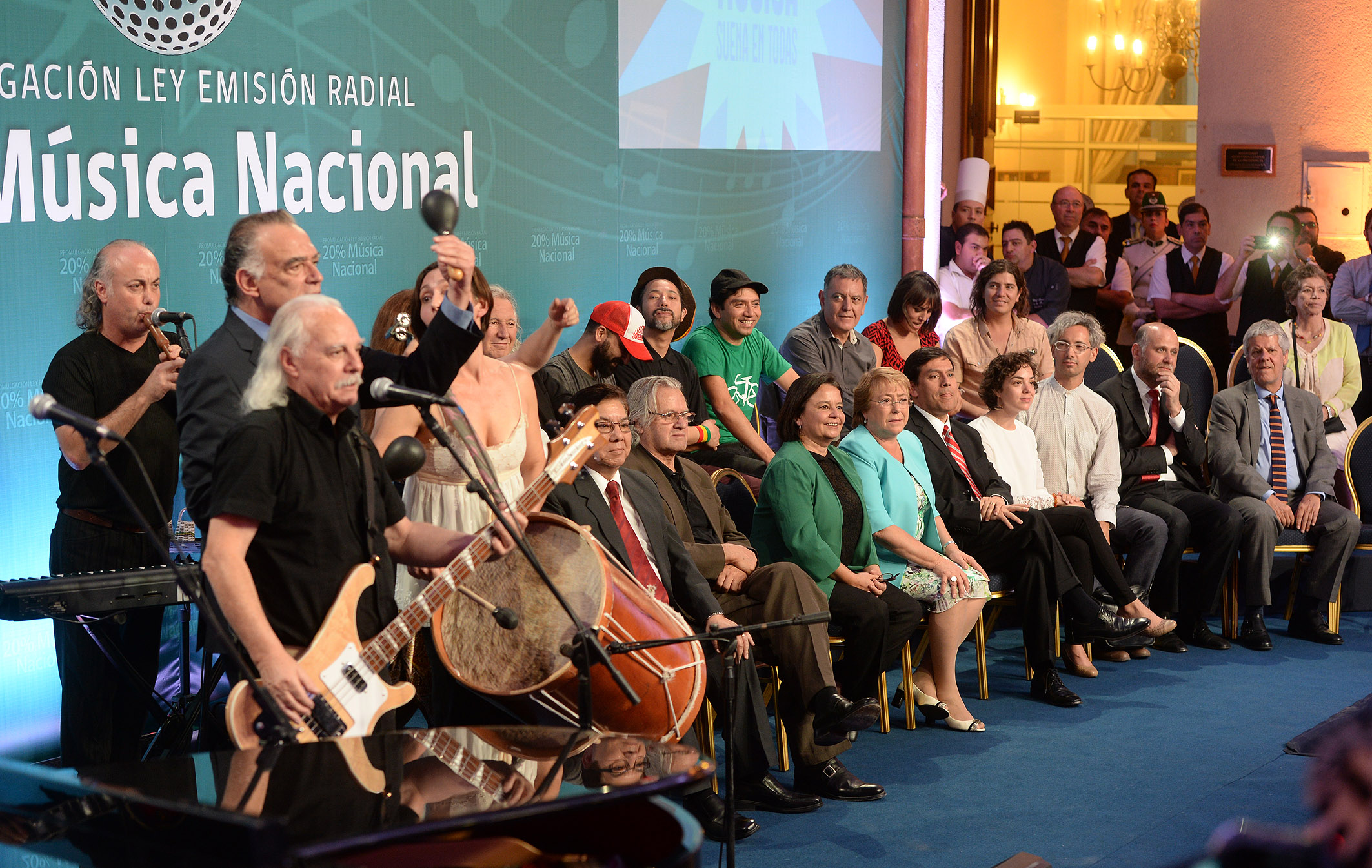
Los Jaivas, durante la ceremonia de promulgación de la Ley de Emisión Radial del 20 por ciento de Música Nacional (2015).

### Película
En marzo de 2013 el mismo año de la celebración de los 50 años de la banda, el cineasta chileno-neerlandés Erasmo de la Parra (hijo de Claudio Parra), convenció a los músicos de hacer un largometraje dramatizado basado en la trayectoria creativa de la banda, desde la infancia hasta la época en que eran conocidos como The High Bass en Viña del Mar a principios de los años 60. El director dio a conocer en la página de Facebook oficial de la película que la producción habría pasado por una larga negociación con Netflix pero que finalmente la casa productora optó por otros proyectos. La película que tiene como título High Bass, se encuentra en fase de preproducción con fecha estimativa de estreno para el 2023 y cuenta con la participación de productores belgas, neerlandeses y británicos. El elenco está conformado por los artistas Eusebio Arenas, Diego Noguera, Marina Mutis Parra y Celine Reymond, entre otros.

## Miembros
| Miembros actuales - Mario Mutis – voz, bajo (1963-75, 1979-85, 1996-presente) - Claudio Parra – piano (1963-presente) - Juanita Parra – Batería (1990-presente) - Carlos Cabezas González – voz, charango (1998-presente) - Francisco Bosco – saxofón, flauta (2004-presente) - Alan Reale – guitarra (2013-presente) | Miembros antiguos - Gato Alquinta – voz, guitarra, flauta, bajo, percusión (1963-2003) - Eduardo Parra – teclados, percusión (1963-2009) - Gabriel Parra – batería, percusión (1963-88) - David Fass – armónica (1969-70) - Julio Anderson – bajo (1975) - Alberto Ledo – quena, zampoña (1975-80) - Carlos Pájaro Canzani – bajo, guitarra (1975-79) - Fernando Kraka Flores – bajo (1988-95) - Minino García – batería (1989-90) - Aurora Alquinta – voz (2003) - Ankatu Alquinta – guitarra (2003-13) - Eloy Alquinta – saxofón, flauta (2003-04) - Juan Pablo Bosco – batería (2004-05) |

## Discografía
Álbumes de estudio
- 1971: El volantín
- 1973: La ventana
- 1975: Los Jaivas
- 1977: Canción del sur
- 1979: Los sueños de América (con Manduka)
- 1981: Alturas de Machu Picchu
- 1982: Aconcagua
- 1984: Obras de Violeta Parra
- 1989: Si tú no estás
- 1992: Palomita blanca
- 1995: Hijos de la Tierra
- 1997: Trilogía: El reencuentro
- 1999: Mamalluca
- 2001: Arrebol